# Campestre de Goiás
Campestre de Goiás é um município brasileiro do estado de Goiás e sua população estimada em 2021 é de 3.662 habitantes

## História
A ORIGEM DE CAMPESTRE DE GOIÁS
DESBRAVADORES  E PRIMEIROS HABITANTES:
Jovelino Canuto Machado, Dimas Leopoldino da Silva e Antônio José Vieira 
Os pioneiros e a Igrejinha
 Dimas Leopoldino da Silva, Antônio José Vieira e Jovelino Canuto Machado (Neném Rosa). Foram os primeiros moradores do povoado de Campestre 
São Sebastião é hoje o santo padroeiro de campestre de Goiás, festejado todos os anos, em 20 de janeiro.
A vida no povoado era modesta, mas havia muita união entre a comunidade, tinha espaço para todos que ali que chegavam, erguiam suas casas e desfrutavam da tranquilidade da região, nesse período os moradores do povoado reivindicaram uma autoridade eclesiástica para atendimento na pequena paróquia.
A igreja do Município de Trindade de Goiás providenciou atendimento no povoado e realizou oficialmente a primeira missa no ano de 1950. O povoado pegava fama por toda região circunvizinha e florescia com humildes edificações. 
Nos idos de 1951 Campestre já contava com um número considerável de cinquenta casas, escola e igreja. Muitas famílias migravam para o povoado de Campestre devido ao clima úmido do cerrado banhado por diversas bacias hidrográficas.
CONSOLIDAÇÃO DO MUNICÍPIO DE CAMPESTRE DE GOIÁS:
 Joaquim Rodrigues dos Santos. Conhecido popularmente como (vereador Zote) 

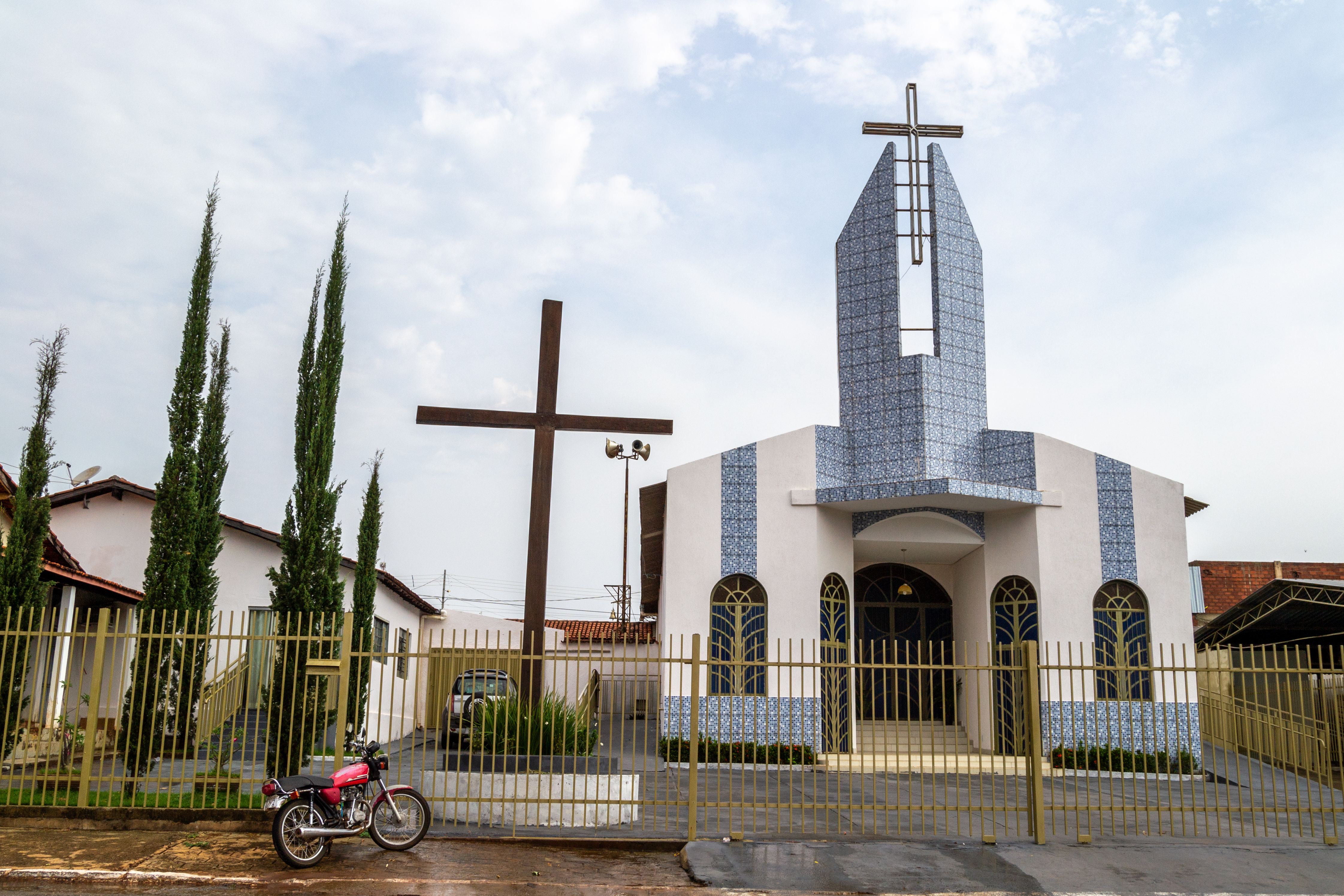
Igreja São Sebastião em Campestre de Goiás

Decreto de Lei Estadual Nº 4722. De 29 de outubro de 1963.
Os pioneiros deixaram seus nomes cravados na história de Campestre, mas para que isso acontecesse, foram vários embates políticos, reuniões das lideranças do povoado para alcançar a definitiva emancipação territorial e política. 
Campestre só veio alcançar a hegemonia política a partir dos inúmeros postulados e projetos apresentados na Câmara de Vereadores de Trindade de Goiás, destacando-se como líder político o vereador Joaquim Rodrigues dos Santos, conhecido popularmente como  vereador Zote .
 Com muita luta e galhardia Zote e a população de Campestre enfrentaram adversários políticos, mas conseguiram  status de Município, com sua definitiva emancipação política através do decreto de lei estadual número 4722 de 29 de outubro de 1963, tornando-se Município de Campestre de Goiás, desmembrando-se de  Trindade de Goiás  em 1 de janeiro de 1964.

Nomeação do primeiro prefeito de Campestre de Goiás: Lourenço De Oliveira
 9 de novembro de 1963.

Desmembramento de Trindade de Goiás em 1 de janeiro de 1964. Publicado no Diário Oficial em 12 de janeiro de 1964.
O Governador do Estado de Goiás Mauro Borges Teixeira, no uso de suas prerrogativas nomeou Lourenço de Oliveira para assumir o cargo de Prefeito do Município de Campestre de Goiás.

Posse do primeiro prefeito de Campestre de Goiás em 3 de fevereiro de 1964. 
O primeiro prefeito do Município de Campestre de Goiás Lourenço de Oliveira ao respectivo cargo, ocorreu no dia 3 de fevereiro de 1964 no Palácio das Esmeraldas sede do Governo de Goiás. Início do primeiro despacho administrativo de Lourenço de Oliveira em 7 de fevereiro de 1964.
 No dia 7 de fevereiro de 1964 o prefeito Lourenço de Oliveira começou a despachar na sede da prefeitura Municipal de Campestre de Goiás.

Primeiro prefeito eleito com voto do povo campestrino: 
 Mizael Gonçalves Cardoso. No ano de 1966, o povo campestrino agora com sua emancipação política, elegeu Mizael Gonçalves Cardoso para o cargo de prefeito.

BIOGRAFIA DO PIONEIRO DIMAS LEOPOLDINO DA SILVA:
O pioneiro Dimas Leopoldino da Silva, nasceu no dia 03 de abril de 1920 na cidade de Bela Vista de Goiás. Filho de Antônio Leopoldino da Silva e Maria Leopoldina da Silva. Casou-se com sua esposa Ely Dias da Silva, em Itapaci de Goiás. Participou da criação dos municípios de Campestre de Goiás, Caldazinha e da Vila Dimas em 1960, Bairro incorporado a Cidade Satélite de Taguatinga Sul-DF.
Em 1965 foi administrador de Santo Antônio do Descoberto de Goiás Distrito de Luziânia, na gestão do prefeito Oscar Braz de Queiros.
Em 1966 ingressou na GEB- Guarda Especial de Brasília. Aposentou-se na Policia Civil do DF no ano de 1977. Nos Anos 90 administrou o distrito de Planalmira, pertencente ao município de Abadiânia de Goiás, na gestão dos prefeitos Vander e Leda. Dimas Leopoldino da Silva, concorreu para vereador de vários municípios goiano, deputado estadual sua última postulação foi para deputado federal. Dimas Leopoldino da Silva, aos 83 anos, faleceu no dia 20 de fevereiro de 2004 na cidade de Anápolis Goiás.

CAMPESTRE A CIDADE DO SONHO TRANSFORMOU-SE REALIDADE
O município de Campestre de Goiás está situado na região da Bacia do Paranaíba, esbanjando deslumbrantes paisagens com fisiografia e fitofisionomia do bioma do cerrado, abundante em diversos cursos hidrográficos, seu relevo é diversificado por planaltos, planícies e depressões, permitindo o plantio e a criação de gado.
 A cidade de Campestre conta com um variado comercio local, agroindústrias, cerâmica, dentre outras atividades, fonte de renda e trabalho para o povo campestrino.  
 Campestre de Goiás tem em seu cartão de visita, os aspectos físicos, ainda preservados, colaborando para o embelezamento da sua paisagem. A sua localização está situada entre vários municípios goianos, fazendo limites ao Norte com Santa Bárbara de Goiás; ao Sul com Guapó; a Leste com Trindade de Goiás; e a Oeste com Palmeiras de Goiás. Campestre de Goiás fica 50 km da capital Goiânia.
PESQUISA: Prof. Manoel Messias Dias da Silva
_________________________________________________________________________________________________________________________
Origem do nome: devido à povoação ficar à margem do Córrego Campestre, recebeu assim o mesmo nome do Córrego, o que é conservado até o dia de hoje, acrescido apenas de “Goiás”, ou seja, “Campestre de Goiás”.
Padroeiro: o padroeiro é São Sebastião, sendo as festividades em seu louvor realizadas anualmente em abril.
Localização de Campestre de Goiás:
O município de Campestre de Goiás tem ótima localização geopolítica, numa zona fisiografia de Goiás, em terreno geralmente plano com pequenas elevações. É banhado pelos seguintes cursos d’água: Rio dos Bois, Rio Santa Maria, Ribeirão dos Pereiras, Córrego Campestre, Córrego Mandaguari e outros com menos volumes de agua. Segundo os dados do IBGE de 2010; estima-se uma população de 3.404 habitantes.
 Campestre é tradicionalmente conhecida no Estado de Goiás e adjacência, devido ao grande número de atividades artístico cultural, sobretudo a tradicional festa religiosa em louvor a São Sebastião, padroeiro do município, realizada no mês de abril. Quem nasce ou mora em Campestre de Goiás chama-se “ Campestrino”.
 O município se estende por 273,8 km² e conta com número de 3. 387 habitantes no último censo. A densidade demográfica é de 12,4 habitantes por km² no território do município.
Vizinho dos municípios de Santa Bárbara de Goiás, Guapó e Palmeiras de Goiás, Campestre de Goiás se situa a 23 km a Sul-Oeste de Trindade a maior cidade nos arredores. Situado a 693 metros de altitude, Campestre de Goiás tem as seguintes coordenadas geográficas: Latitude: 16° 44' 17'' Sul, Longitude: 49° 41' 48'' Oeste. IBGE, 2010.
Elevação à categoria de distrito: pelo Decreto–Lei Municipal nº 93, de 19 de junho de 1963, e instalado em 18 de agosto do mesmo ano.
Elevação à categoria de município: através das forças política da comunidade e representada pelo vereador Joaquim Rodrigues dos Santos (Zote) na câmera de Trindade, conseguiu junto com outras autoridades a emancipação deste município Pelo Decreto-Lei Estadual nº 4722, de 29 de outubro de 1963, instalado em 1 de janeiro de 1964,
Município de Campestre de Goiás, foi desmembrado do município de Trindade e criado pela Lei nº 4722, de 29 de outubro de 1963. Instalado à 1 de Janeiro de 1964. Seu primeiro prefeito, Oliveiros Lourenço de Oliveira, nomeado pelo Decreto de 9 de novembro de 1963, publicado no Diário Oficial de 12 de janeiro de 1964, foi nomeado pelo governador do Estado, Tte. Cel. Mauro Borges Teixeira, prestou compromisso e tomou posse em solenidade realizada no Palácio do Governo na Capital do Estado, em 3 de fevereiro de 1964, juntamente com outros prefeitos de municípios recém-criados. Entrou em exercício do cargo dia 07 do mesmo mês e ano.
O primeiro prefeito eleito pelo povo em Campestre de Goiás foi Mizael Gonçalves Cardoso, em 1966.

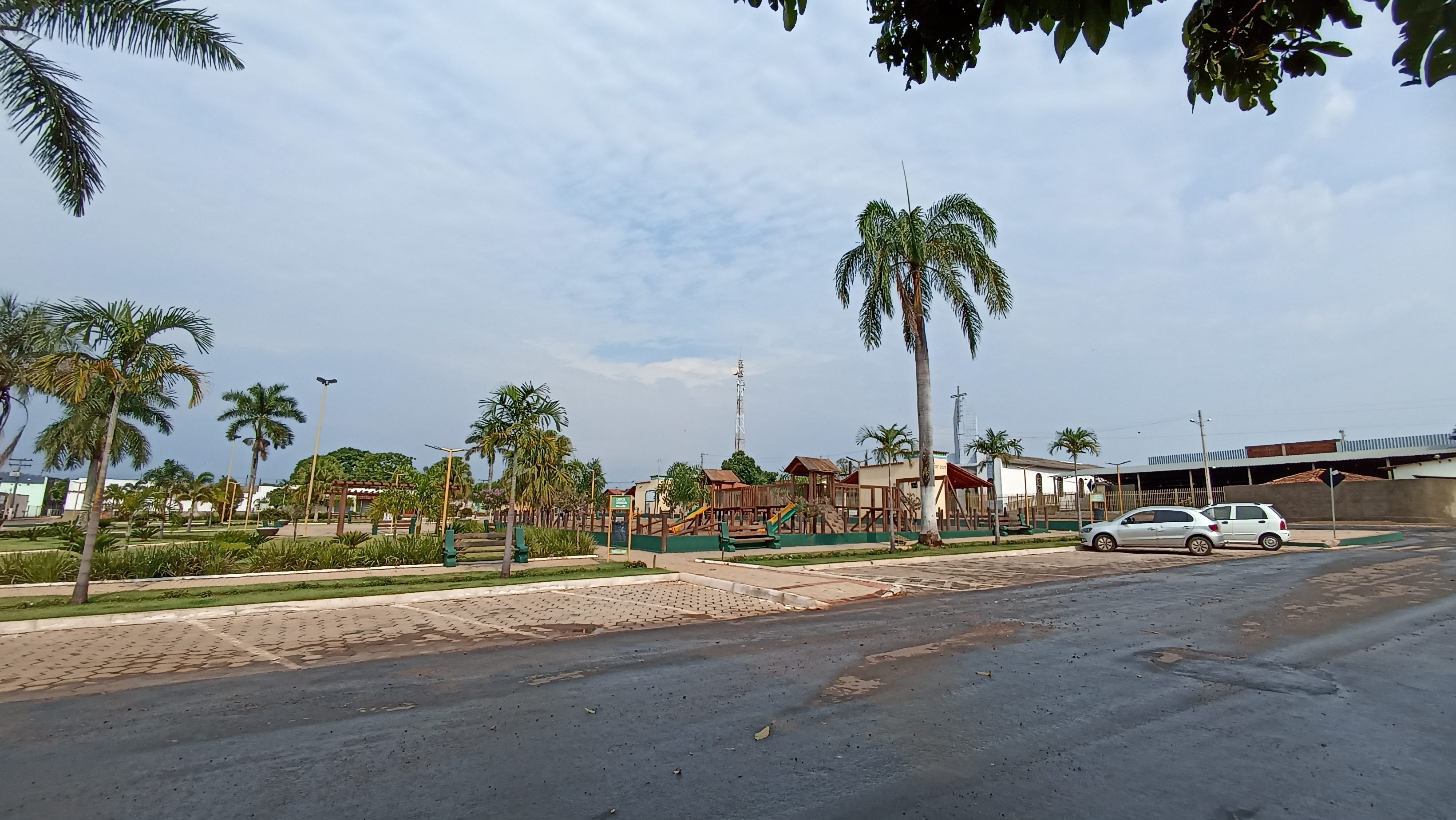
Praça Pio XII em Campestre de Goiás

SÃO SEBASTIÃO PADROEIRO DE CAMPESTRE DE GOIÁS
20 de janeiro é a data da comemoração do Santo Padroeiro de Campestre de Goiás
São Sebastião era um soldado romano que foi martirizado por professar e não renegar a fé em Cristo Jesus. Sua história é conhecida somente pelas atas romanas de sua condenação e martírio. Nessas atas de martírio de cristãos, os escribas escreviam dando poucos detalhes sobre o martirizado e muitos detalhes sobre as torturas e sofrimentos causados a eles antes de morrerem. Essas atas eram expostas ao público nas cidades com o fim de desestimular a adesão ao cristianismo.
São Sebastião, soldado romano e cristão
São Sebastião nasceu na cidade de Narbona, na França, em 256 d.C. Seu nome de origem grega, Sebastós, significa divino, venerável. Ainda pequeno, sua família mudou-se para Milão, na Itália, onde ele cresceu e estudou. Sebastião optou por seguir a carreira militar de seu pai.
No exército romano, chegou a ser Capitão da 1ª da guarda pretoriana. Esse cargo só era ocupado por pessoas ilustres, dignas e corretas. Sebastião era muito dedicado à carreira, tendo o reconhecimento dos amigos e até mesmo do imperador romano, Maximiano. Na época, o império romano era governado por Diocleciano, no oriente, e por Maximiano, no ocidente. Maximiano não sabia que Sebastião era cristão. Não sabia também que Sebastião, sem deixar de cumprir seus deveres militares, não participava dos martírios nem das manifestações de idolatria dos romanos.
Por isso, São Sebastião é conhecido por ter servido a dois exércitos: o de Roma e o de Cristo. Sempre que conseguia uma oportunidade, visitava os cristãos presos, levava uma ajuda aos que estavam doentes e aos que precisavam.
Missionário no exército romano
De acordo com Atos apócrifos atribuídos a Santo Ambrósio de Milão, Sebastião teria se alistado no exército romano já com a única intenção de afirmar e dar força ao coração dos cristãos, enfraquecidos diante das torturas.
Martírio de São Sebastião
Ao tomar conhecimento de cristãos infiltrados no exército romano, Maximiano realizou uma caça a esses cristãos, expulsando-os do exército. Só os filhos de soldados ficaram obrigados a servirem o exército. E este era o caso do Capitão Sebastião. Para os outros jovens a escolha era livre. Denunciado por um soldado, o imperador se sentiu traído e mandou que Sebastião renunciasse à sua fé em Jesus Cristo. Sebastião se negou a fazer esta renúncia. Por isso, Maximiano mandou que ele fosse morto para servir de exemplo e desestímulo a outros. Maximiano, porém, ordenou que Sebastião tivesse uma morte cruenta diante de todos. Assim, os arqueiros receberam ordens para matarem-no a flechadas. Eles tiraram suas roupas, o amarraram num poste no estádio de Palatino e lançaram suas flechas sobre ele. Ferido, deixaram que ele sangrasse até morrer.
Recuperação
Irene, uma cristã devota, e um grupo de amigos, foram ao local e, surpresos, viram que Sebastião continuava vivo. Levaram-no dali e o esconderam na casa de Irene que cuidou de seus ferimentos.
Segundo martírio de São Sebastião
Depois de curado, Sebastião continuou evangelizando e se apresentou ao imperador Maximiano, que não atendeu ao seu pedido. Sebastião insistia para que ele parasse de perseguir e matar os cristãos. Desta vez o imperador mandou que o açoitassem até morrer e depois fosse jogado numa fossa, para que nenhum cristão o encontrasse. Porém, após sua morte, São Sebastião apareceu a Lucina, uma cristã, e disse que ela encontraria o corpo dele pendurado num poço. Ele pediu para ser enterrado nas catacumbas junto dos apóstolos.
Sepultamento
Alguns autores acreditam que Sebastião foi enterrado no jardim da casa de Lucina, na Via Ápia, onde se encontra sua Basílica. Construíram, então, nas catacumbas, um templo, a Basílica de São Sebastião. O templo existe até hoje e recebe devotos e peregrinos do mundo todo.
Devoção a São Sebastião
Tal como São Jorge, Sebastião foi um dos soldados romanos mártires e santos, cujo culto nasceu no século IV e que atingiu o seu auge nos séculos XIV e XV, tanto na Igreja Católica como na Igreja Ortodoxa. São Sebastião é celebrado no dia 20 de janeiro. Existe também uma capela em Palatino, com uma pintura que mostra Irene tratando das feridas de Sebastião. Irene também foi canonizada e sua festa é no dia 30 de março.
Oração a São Sebastião
"São Sebastião glorioso mártir de Jesus Cristo e poderoso advogado contra a peste, defendei a mim, minha família e todo o país do terrível flagelo da peste e de todos os males para que servindo a Jesus Cristo alcancemos a graça de participar de vossa Glória no céu. Amém."

## Geografia
A área do município é de 273,815 km², representando 0,08% do estado de Goiás, 0,017% da Região Centro-Oeste do Brasil e 0,003% de todo o território brasileiro. Situa-se a 16°44'17" de latitude sul e 49°41'48" de longitude oeste e está a uma distância de 46 quilômetros a oeste da capital goiana, Goiânia. Seus municípios limítrofes são Santa Bárbara de Goiás a norte, Trindade a nordeste, Palmeiras de Goiás a oeste e Guapó a sudeste. De acordo com a divisão do Instituto Brasileiro de Geografia e Estatística vigente desde 2017, o município pertence às Regiões Geográficas Intermediária de São Luís de Montes Belos-Iporá e Imediata de Palmeiras de Goiás. Até então, com a vigência das divisões em microrregiões e mesorregiões, o município fazia parte da microrregião do Rio dos Bois, que por sua vez estava incluída na mesorregião do Sul Goiano.

### Hidrografia
O município faz parte da sub-bacia dos Bois que, por sua vez, está inserida na Bacia do Rio dos Bois. A demanda de água gira em torno de 6 litros por segundo, e a captação e tratamento no município são realizados pela Companhia Saneamento de Goiás (Saneago), na estação de tratamento de água da cidade. O abastecimento é realizado pelo Córrego Guariroba.
O município está localizado na zona fisiográfica de Goiás, em terreno geralmente plano com pequenas elevações. É banhado pelos seguintes cursos d’água: Rio dos Bois, Rio Santa Maria, Ribeirão dos Pereiras, Córrego Campestre, Córrego Mandaguari  e outros de menos volumes.

### Clima
O clima campestrino é caracterizado como tropical com estação seca (Aw segundo classificação climática de Köppen-Geiger).
| Dados climatológicos para Campestre de Goiás | Dados climatológicos para Campestre de Goiás | Dados climatológicos para Campestre de Goiás | Dados climatológicos para Campestre de Goiás | Dados climatológicos para Campestre de Goiás | Dados climatológicos para Campestre de Goiás | Dados climatológicos para Campestre de Goiás | Dados climatológicos para Campestre de Goiás | Dados climatológicos para Campestre de Goiás | Dados climatológicos para Campestre de Goiás | Dados climatológicos para Campestre de Goiás | Dados climatológicos para Campestre de Goiás | Dados climatológicos para Campestre de Goiás | Dados climatológicos para Campestre de Goiás |
| Mês                                          | Jan                                          | Fev                                          | Mar                                          | Abr                                          | Mai                                          | Jun                                          | Jul                                          | Ago                                          | Set                                          | Out                                          | Nov                                          | Dez                                          |                                              |
| -------------------------------------------- | -------------------------------------------- | -------------------------------------------- | -------------------------------------------- | -------------------------------------------- | -------------------------------------------- | -------------------------------------------- | -------------------------------------------- | -------------------------------------------- | -------------------------------------------- | -------------------------------------------- | -------------------------------------------- | -------------------------------------------- | -------------------------------------------- |
| Temperatura máxima média (°C)                | 29,6                                         | 30                                           | 29,7                                         | 28,5                                         | 27,8                                         | 28                                           | 30,2                                         | 31                                           | 31                                           | 30                                           | 29                                           | 29,5                                         |                                              |
| Temperatura média (°C)                       | 24,9                                         | 25                                           | 24,3                                         | 22,7                                         | 21,3                                         | 21,2                                         | 23,2                                         | 25                                           | 25,5                                         | 25,1                                         | 24,5                                         | 24,1                                         |                                              |
| Temperatura mínima média (°C)                | 20,2                                         | 20                                           | 19                                           | 17                                           | 14,9                                         | 14,5                                         | 16,3                                         | 18,9                                         | 20                                           | 20,2                                         | 20,1                                         | 18,7                                         |                                              |
| Precipitação (mm)                            | 256                                          | 206                                          | 194                                          | 105                                          | 35                                           | 7                                            | 5                                            | 9                                            | 41                                           | 147                                          | 196                                          | 244                                          |                                              |
| Fonte: Climate-Data.org                      |                                              |                                              |                                              |                                              |                                              |                                              |                                              |                                              |                                              |                                              |                                              |                                              |                                              |

## Economia
A agricultura e pecuária são as bases econômicas do município. Cultivam-se: arroz, milho, feijão, algodão, quiabo e mandioca. Pecuária: criação de gado bovino e suíno. Atualmente, três cerâmicas que fabricam tijolos, lajotas e telhas.

## Demografia
Em 2010, a população do município foi contada pelo Instituto Brasileiro de Geografia e Estatística (IBGE) em 3 387 habitantes, sendo que 1 772 habitantes eram do sexo masculino, correspondendo a 52,32%, enquanto 1 615 habitantes eram do sexo feminino, totalizando a 47,68% da população. Ainda segundo o censo brasileiro daquele ano, 2 376 pessoas viviam na zona urbana (70,15%), e 1 011 em zona rural (29,85%). De acordo com a estimativa para o ano de 2019, a população ampliou-se a 3 630 habitantes, sendo o 219º mais populoso de Goiás. Apresenta, consoante essa estimativa, uma densidade populacional de 12,37 habitantes por km².
Da população total em 2010, 792 habitantes (23,38%) tinham menos de 15 anos de idade, 2 317 habitantes (64,41%) tinham de 15 a 64 anos e 278 pessoas (8,21%) possuíam mais de 65 anos, sendo que a esperança de vida ao nascer era de 72,96 anos e a taxa de fecundidade total por mulher era de 2,2. O Índice de Desenvolvimento Humano Municipal (IDH-M) de Campestre de Goiás é considerado médio, segundo o Programa das Nações Unidas para o Desenvolvimento (PNUD) no ano de 2010. Seu valor era de 0,653, sendo então o 97º maior de todo o estado de Goiás. O coeficiente de Gini, que mede a desigualdade social, era de 0,42, sendo que 1,00 é o pior número e 0,00 é o melhor.
Em 2010, segundo dados do censo do IBGE daquele ano com a autodeclaração de cada campestrino, a população era composta por 1 042 brancos (30,76%), 2 056 pardos (60,70%), 239 negros (7,06%) e 50 amarelos (1,47%). Considerando-se a região de nascimento, 2 847 eram nascidos no Centro-Oeste (84,06%), 159 no Nordeste (4,70%), 147 no Sudeste (4,34%), 54 no Norte (1,60%) e 6 no Sul (0,18%). 2 811 habitantes eram naturais do estado de Goiás (82,99%) e, entre os 576 naturais de outras unidades da federação, Minas Gerais era o estado com maior presença, com 131 pessoas (3,87%), seguido pela Bahia, com 168 habitantes residentes no município (1,68%). De acordo com dados do censo de 2010, a população municipal está composta por católicos (54,62% do total), evangélicos (32,83%), pessoas sem religião (11,34%), espíritas (0,09%) e 1,12% divididos entre outras religiões.

## Infraestrutura

### Educação
É representado por cinco estabelecimentos de ensino, três municipais, e dois estaduais: Escolas Municipal Cristo Rei e Escola Municipal Oliveiros Lourenço de Oliveira, Colégio Estadual Castelo Branco e Colégio Estadual Nossa Senhora das Graças e Creche Municipal Divino Seabra. Sendo esta a primeira escola do Município, construída na década de 50.

### Comunicações
O código de área (DDD) do município é 062 e o Código de Endereçamento Postal (CEP) da cidade vai de 	75396-000 a 75397-999. O serviço postal é atendido por uma agência da Empresa Brasileira de Correios e Telégrafos, localizada no Setor Central. A cidade também é amplamente coberta pelo serviço de telefonia móvel 4G.

## Turismo
A tradicional festa em louvor a São Sebastião acontece no final do mês de Abril, sendo incluída desde 2008 nas atrações turísticas do município. Destacam-se também o Festival Caipira Amigos da Viola, que acontece no mês de Maio, passeio ciclístico em comemoração ao dia do trabalhador (1 de maio), quadrilha de rua no mês de festa junina, além do encontro de cavaleiros e desfile do dia 7 de setembro.